# Strömlinje

Ett hastighetsfält som varierar över tiden. De streckade kurvorna är strömlinjer. Den röda kurvan är en Partikelbana och den blå ett Stråk.

En strömlinje är en kurva till vilken hastighetsvektorn i en ögonblicksbild av ett hastighetsfält är tangent i varje punkt. Olika strömlinjer för samma ögonblicksbild av ett hastighetsfält kan inte korsa varandra då det skulle innebära att hastigheten skulle vara tvetydig i en punkt. En skalär funktion vars nivåkurvor definierar strömlinjer kallas strömfunktion.
Med strömlinje menas en linje som i varje punkt har samma riktining som hastinghetsvektorn. En strömlinje visar rörelseriktningen i av en serie fluidpartiklar i samma ögonblick. 
De skall inte förväxlas med partikelbanor. En partikelbana är spåret av en bestämd partikel under ett tidsintervall.